# Ea Lai
Ea Lai là một xã thuộc huyện M'Drắk, tỉnh Đắk Lắk, Việt Nam.
Xã Ea Lai có diện tích 68,66 km², dân số năm 1999 là 2467 người, mật độ dân số đạt 36 người/km².